# 염숭
염숭(閻崇, ? ~ 기원전 7년)은 전한 말기의 관료로, 자는 군란(君蘭)이며 거록군 사람이다.

## 생애
수화 원년(기원전 8년), 성제는 초효왕의 손자 유경을 정도왕(定陶王)에 봉하여 정희(丁姬)를 모시게 하였다. 태자 유흔은 성제에게 감사를 표하려 하였는데, 태자소부 염숭은 《춘추》를 인용하며 반대하였고 태자태부 조현은 찬성하였다. 유흔은 조현의 의견을 받아들여 성제에게 감사장을 보냈으나 도리어 성제는 조서를 내려 그 이유를 물었고, 상서(尙書)의 탄핵을 받아 조현은 태자소부로 좌천되고 사단이 태자태부가 되었다.
이듬해, 집금오에 임명되었으나 얼마 못 가 죽었다.

## 출전
- 반고, 《한서》
  - 권19하 백관공경표 下 중국어 위키문헌에 이 글과 관련된 원문이 있습니다. 한서 권19하 백관공경표 下
  - 권97하 외척전 下 중국어 위키문헌에 이 글과 관련된 원문이 있습니다. 한서 권97하 외척전 下